# Alexis Smith

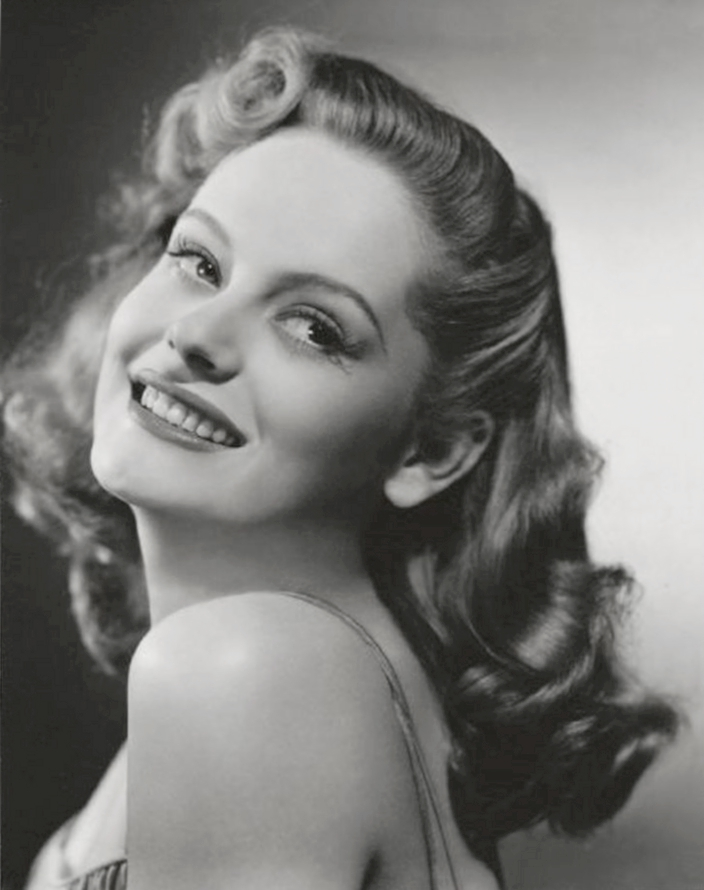
Alexis Smith (1942)

Margaret Alexis Smith (* 8. Juni 1921 in Penticton, British Columbia; † 9. Juni 1993 in Los Angeles, Kalifornien) war eine kanadisch-amerikanische Schauspielerin.

## Leben
Schon als Kind erhielt Smith Ballettunterricht und übernahm kurz vor Beginn des Zweiten Weltkriegs erste Rollen an kanadischen Sommerbühnen in ihrem Heimatbundesstaat British Columbia. Anschließend ging sie nach Los Angeles, ließ sich am dortigen City College zur Schauspielerin fortbilden und wirkte in mehreren Bühnenstücken mit. Bei einer dieser Aufführungen wurde sie entdeckt und an die Produktionsfirma Warner Brothers vermittelt. 1941 spielte sie ihre erste Hauptrolle in Dive Bomber an der Seite von Errol Flynn. In Ein Mann der Tat, ebenfalls in einer Hauptrolle neben Flynn, singt sie eine spezielle Version des populären amerikanischen Liedes Some Sunday Morning. Sie agierte im Laufe der 1940er und 1950er Jahre als Leading Lady neben Schauspielern wie Cary Grant, Humphrey Bogart, Jack Benny, Curd Jürgens und Charles Boyer.
Nachdem in den 1960er Jahren die Filmangebote immer weniger geworden waren und Smith nur noch gelegentliche Fernsehrollen übernommen hatte, kehrte sie 1971 zur Bühne zurück. Für ihre Leistung in dem Broadway-Musical Follies erhielt sie einen Tony Award. Im Anschluss an diesen Erfolg kamen wieder viele Film- und Fernsehangebote, allerdings trat sie nunmehr als Charakterdarstellerin in Nebenrollen auf. Durch die Serie Dallas erlangte sie 1984 nochmals neue Bekanntheit, als sie Clayton Farlows verschwörerische Schwester Lady Jessica Montford verkörperte. 1990 spielte sie eine Gastrolle in der Sitcom Cheers und wurde dafür mit einem Emmy ausgezeichnet. Ihr letzter Film Zeit der Unschuld von Martin Scorsese kam erst nach ihrem Tod in die Kinos. 
Alexis Smith war von 1944 bis zu ihrem Tod mit dem Schauspieler Craig Stevens verheiratet. Sie starb im Juni 1993, einen Tag nach ihrem 72. Geburtstag, an einem Gehirntumor.

## Filmografie (Auswahl)
- 1940: Alice in Movieland (Kurzfilm)
- 1941: Dem Schicksal vorgegriffen (Flight from Destiny)
- 1941: Der Herzensbrecher (Affectionately Yours)
- 1941: Dive Bomber
- 1941: Verlobung mit dem Tod (The Smiling Ghost)
- 1941: Steel Against the Sky
- 1942: Der freche Kavalier (Gentleman Jim)
- 1943: Liebesleid (The Constant Nymph)
- 1943: Thank Your Lucky Stars
- 1944: Die Abenteuer Mark Twains (The Adventures of Mark Twain)
- 1944: The Doughgirls
- 1944: Hollywood Canteen
- 1945: Der Engel mit der Trompete (The Horn Blows at Midnight)
- 1945: Konflikt (Conflict)
- 1945: Rhapsodie in Blau (Rhapsody in Blue)
- 1945: Ein Mann der Tat (San Antonio)
- 1946: One More Tomorrow
- 1946: Tag und Nacht denk’ ich an Dich (Night and Day)
- 1946: Of Human Bondage
- 1947: Die zwei Mrs. Carrolls (The Two Mrs. Carrolls)
- 1947: So You Want to Be in Pictures (Cameo-Auftritt)
- 1948: Das Geheimnis der Frau in Weiß (The Woman in White)
- 1948: The Decision of Christopher Blake
- 1948: Whiplash
- 1949: Konterbande (South of St. Louis)
- 1949: Hoher Einsatz (Any Number Can Play)
- 1949: One Last Fling
- 1950: Montana
- 1950: Gefährliche Mission (Wyoming Mail)
- 1950: Geheimpolizist Christine Miller (Undercover Girl)
- 1951: Hochzeitsparade (Here Comes the Groom)
- 1951: Die Höhle der Gesetzlosen (Cave of Outlaws)
- 1952: The Turning Point
- 1953: Explosion in Nevada (Split Second)
- 1954: Der schlafende Tiger (The Sleeping Tiger)
- 1955: Unternehmen Pelikan (The Eternal Sea)
- 1957: Schöne Frauen, harte Dollars (Beau James)
- 1958: Männer über Vierzig (This Happy Feeling)
- 1959: Der Mann aus Philadelphia (The Young Philadelphians)
- 1960: Ein Fall für Michael Shayne (Michael Shayne) (Fernsehserie, eine Folge)
- 1965: Preston & Preston (The Defenders) (Fernsehserie, eine Folge)
- 1971: Dr. med. Marcus Welby (Marcus Welby, M. D.) (Fernsehserie, eine Folge)
- 1975: Einmal ist nicht genug (Once Is Not Enough)
- 1976: Das Mädchen am Ende der Straße (The Little Girl Who Lives Down the Lane)
- 1978: Der Champion (Casey’s Shadow)
- 1982: Eine Frau wie ein Fisch (La truite)
- 1982–1985: Love Boat (Fernsehserie, sechs Folgen)
- 1984–1990: Dallas (Fernsehserie, zehn Folgen)
- 1985: Dem Mörder verfallen (A Death in California) (Fernsehzweiteiler)
- 1986: Archie und Harry – Sie können’s nicht lassen (Tough Guys)
- 1988: Hothouse (Fernsehserie, sieben Folgen)
- 1990: Cheers (Fernsehserie, Folge Sammy and the Professor)
- 1993: Zeit der Unschuld (The Age of Innocence)